# Lunaria rediviva

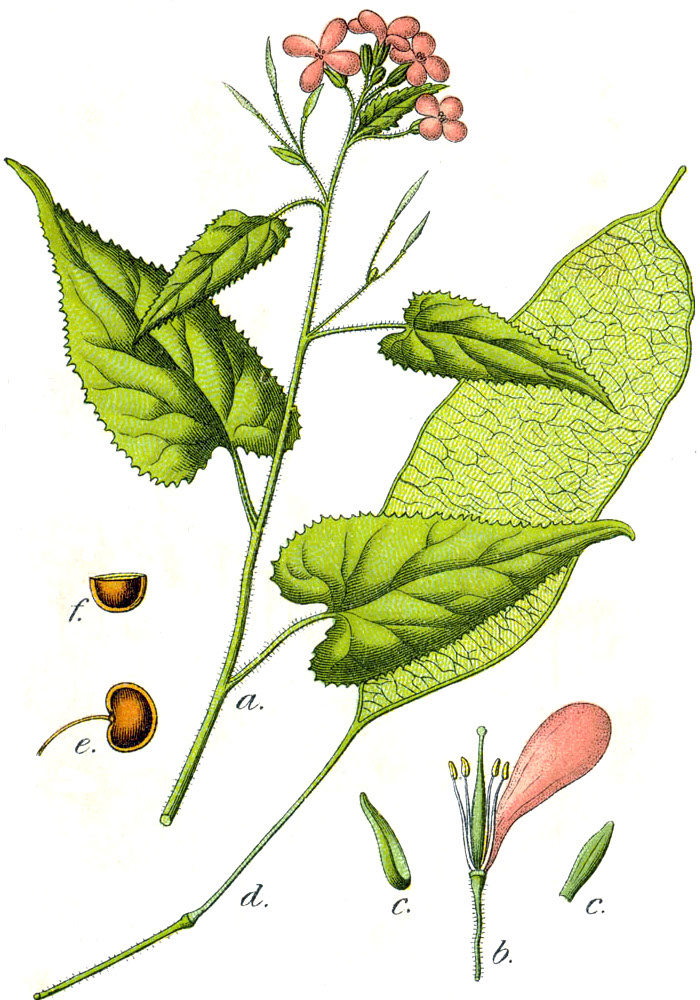
Ilustración

Lunaria rediviva es una especie de planta fanerógamas perteneciente a la familia Brassicaceae.

## Descripción
Es una planta perenne que alcanza un metro de altura con tallos velludos que se encuentra en Europa en terrenos encharcados y limosos. Tiene grandes hojas verdes, ovales y cerradas. Flores blancas con cuatro pétalos agrupadas en corimbos. En el siglo XVI se le puso el nombre de honestidad debido a sus vainas traslúcidas de sus semillas que eran llevadas por el viento.

## Taxonomía
Lunaria rediviva fue descrita por Carlos Linneo y publicado en Species Plantarum 2: 653. 1753.
Sinonimia
- Crucifera rediviva E.H.L.Krause
- Lunaria alpina Bergeret[2]

## Nombre común
- Castellano: lunaria perenne, pesetas, yerba del nácar.[3]